# Eremostachys laciniata
Eremostachys laciniata là một loài thực vật có hoa trong họ Hoa môi. Loài này được (L.) Bunge mô tả khoa học đầu tiên năm 1830.